# Sarzedo (Moimenta da Beira)
Sarzedo es una freguesia portuguesa del concelho de Moimenta da Beira, con 8,52 km² de superficie y 200 habitantes (2001). Su densidad de población es de 23,5 hab/km².